# Edward Edwards (Serienmörder)
Edward Wayne Edwards (* 14. Juni 1933 in Akron (Ohio); † 7. April 2011) war ein verurteilter amerikanischer Serienmörder.
Im Frühstadium seiner kriminellen Karriere entkam Edwards 1955 aus dem Gefängnis in Akron, Ohio, und floh quer durchs Land, wobei er Tankstellen überfiel.
Im Jahr 1961 stand er auf der Liste der zehn meistgesuchten Flüchtigen des FBI. Am 20. Januar 1962 wurde er in Atlanta, Georgia, verhaftet.
Nachdem er 1967 auf Bewährung freigelassen wurde, ermordete Edwards zwischen 1977 und 1996 mindestens fünf Menschen, und er wird mehrerer weiterer Morde verdächtigt.
Er wurde im März 2011 vor Gericht gestellt und zum Tode verurteilt, die Hinrichtung war für den 31. August vorgesehen. Er starb jedoch weniger als einen Monat nach dem Urteilsspruch eines natürlichen Todes.

## Rezeption
2014 erschien ein Buch über ihn mit dem Titel: It's me! : Edward Wayne Edwards ; the serial killer you never heard of. Der Autor, John A. Cameron, ist ein ehemaliger Polizeibeamter der zu seiner aktiven Zeit gegen Edwards ermittelte.